# Ute Baum (Sängerin)
Ute Baum (* 1970 in Kitzingen) ist eine deutsche Opernsängerin (Sopran).

## Leben
Ute Baum machte ihr Abitur am Armin-Knab-Gymnasium in Kitzingen und besuchte bereits während ihrer Schulzeit das Herrmann-Zilcher-Konservatorium in Würzburg. Sie studierte bei Nikolaus Hillebrand am Münchner Richard-Strauss-Konservatorium. Anschließend perfektionierte sie sich bei Luisa Bosabalian (Stuttgart) im Koloraturfach und bei Eberhard Storz (München) im Musicalfach. Sie absolvierte unter anderem bei Edith Mathis, Walter Berry und Denis O’Neill verschiedene Meisterkurse.
Zu ihren größten Erfolgen zählt unter anderem die weibliche Hauptrolle als Erstbesetzung im Phantom der Oper am Musical-Theater in Basel. Zudem war sie während ihrer Gesangsausbildung Stipendiatin des Richard-Wagner-Verbandes München und Preisträgerin der VDMK-Landeswettbewerbe. 
Engagements führten sie auch an das Alte Schauspielhaus Stuttgart, an das Staatstheater Kassel, an die Städtischen Bühnen Bielefeld und an das Mittelsächsische Theater Freiberg sowie das Opernhaus Chemnitz.